# Lygrus longicornis
Lygrus longicornis är en skalbaggsart som först beskrevs av Maurice Pic 1895.  Lygrus longicornis ingår i släktet Lygrus och familjen långhorningar.
Artens utbredningsområde är Israel. Inga underarter finns listade i Catalogue of Life.